# Liste der Bodendenkmäler in Übersee (Chiemgau)
Auf dieser Seite sind die Bodendenkmäler in der oberbayerischen Gemeinde Übersee zusammengestellt. Diese Tabelle ist eine Teilliste der Liste der Bodendenkmäler in Bayern. Grundlage ist die Bayerische Denkmalliste, die auf Basis des Bayerischen Denkmalschutzgesetzes vom 1. Oktober 1973 erstmals erstellt wurde und seither durch das Bayerische Landesamt für Denkmalpflege geführt wird. Die folgenden Angaben ersetzen nicht die rechtsverbindliche Auskunft der Denkmalschutzbehörde.

## Bodendenkmäler der Gemeinde

### Bodendenkmäler in der Gemarkung Grabenstätt
| Lage                   | Objekt                                               | Akten-Nr.     | Bild |
| ---------------------- | ---------------------------------------------------- | ------------- | ---- |
| Grabenstätt (Standort) | Bohlenweg vor- und frühgeschichtlicher Zeitstellung. | D-1-8141-0035 |      |

### Bodendenkmäler in der Gemarkung Übersee
| Lage                             | Objekt | Akten-Nr.     | Bild           |
| -------------------------------- | --- | ------------- | -------------- |
| Übersee Dorfstraße 30 (Standort) | Untertägige spätmittelalterliche und frühneuzeitliche Befunde im Bereich der Katholischen Pfarrkirche St. Nikolaus in Übersee und ihrer Vorgängerbauten.            | D-1-8140-0209 | weitere Bilder |
| Übersee (Standort)               | Untertägige mittelalterliche und frühneuzeitliche Befunde im Bereich der Katholischen Filialkirche St. Leonhard in Almau und ihrer Vorgängerbauten.                 | D-1-8140-0212 |                |
| Übersee (Standort)               | Untertägige mittelalterliche und frühneuzeitliche Befunde im Bereich der Katholischen Filialkirche St. Peter und Paul in Westerbuchberg. Siehe auch: Westerbuchberg | D-1-8140-0220 |                |
| Übersee (Standort)               | Burgstall des hohen Mittelalters (Westerbuchberg). Siehe auch: Burgstall, Mittelalter, Burgstall Westerbuchberg                                                     | D-1-8140-0221 |                |